# Энигма (фильм, 1982)
«Энигма» (англ. Enigma) — фильм 1982 года режиссёра Жанно Шварца.

## Сюжет
Алекс Хольбек, немецкий диссидент, живущий в Париже, по заданию ЦРУ отправляется в Восточный Берлин, чтобы выкрасть из советского посольства позарез необходимую американцам шифровальную машину — Энигму. Практически сразу на него начинают охоту немецкие и советские спецслужбы. На помощь Алексу приходит его любимая девушка Карен, которая становится любовницей русского агента Василькова…

## В ролях
- Мартин Шин — Алекс Хольбек
- Брижит Фоссе — Карен Рейнхардт
- Сэм Нилл — Димитрий Васильков
- Дерек Джекоби — Курт Лиммер
- Микаэль Лонсдаль — Бадли
- Фрэнк Финлей — Канарский
- Уоррэн Кларк — Константин
- Майкл Уильямс — Хирч
- Дэвид Бакст — Мелтон
- Кевин МакНэлли — Бруно
- Мишель Оклер — доктор